# Schronisko Turystyczne „Chatka Robaczka”
Schronisko Turystyczne „Chatka Robaczka” – nieistniejące prywatne schronisko turystyczne (chatka studencka), położone w Białej Dolinie w Górach Izerskich, w granicach administracyjnych Szklarskiej Poręby. Znajdowało się w pochodzącym z XVII wieku budynku po kapitalnym remoncie. Schronisko było obiektem całorocznym, posiadającym 30 miejsc noclegowych w budynku oraz pole namiotowe. Do obiektu można dojechać samochodem.
Schronisko zakończyło działalność w czerwcu 2021.

## Dane adresowe
ul. Żeromskiego 23

58-580 Szklarska Poręba-Górna, Biała Dolina

## Piesze szlaki turystyczne
W pobliżu schroniska przebiega niebieski szlak.
- Szklarska Poręba – Biała Dolina – Zwalisko – Rozdroże pod Izerskimi Garbami – Rozdroże pod Cichą Równią – Hala Izerska (Schronisko Turystyczne „Chatka Górzystów”) – Polana Izerska – Świeradów-Zdrój